# Comuna Lysekil
Lysekil (Lysekils kommun) este o comună din comitatul Västra Götalands län, Suedia, cu o populație de 14.369 locuitori (2013).

## Geografie

### Zone urbane
Lista celor mai mari zone urbane din comună (anul 2015) conform Biroului Central de Statistică al Suediei:
| Nr | Zona urbană   | Pop.  |
| -- | ------------- | ----- |
| 1  | Lysekil       | 7.734 |
| 2  | Brastad       | 2.289 |
| 3  | Grundsund     | 647   |
| 4  | Fiskebäckskil | 262   |

## Demografie
| \| Evoluția demografică în comuna Lysekil, 1970–2015 \| Evoluția demografică în comuna Lysekil, 1970–2015 \| Evoluția demografică în comuna Lysekil, 1970–2015 \| Evoluția demografică în comuna Lysekil, 1970–2015 \| Evoluția demografică în comuna Lysekil, 1970–2015 \| \| ----------------------------------------------------------------------------------------------------- \| ------------------------------------------------- \| ------------------------------------------------- \| ------------------------------------------------- \| ------------------------------------------------- \| \| An \| \| \| Locuitori \| \| \| 1970 \| 1970 \| \| 13766 \| 13766 \| \| 1975 \| 1975 \| \| 15076 \| 15076 \| \| 1980 \| 1980 \| \| 15037 \| 15037 \| \| 1985 \| 1985 \| \| 14869 \| 14869 \| \| 1990 \| 1990 \| \| 15197 \| 15197 \| \| 1995 \| 1995 \| \| 15491 \| 15491 \| \| 2000 \| 2000 \| \| 14848 \| 14848 \| \| 2005 \| 2005 \| \| 14657 \| 14657 \| \| 2010 \| 2010 \| \| 14521 \| 14521 \| \| 2015 \| 2015 \| \| 14464 \| 14464 \| \| Sursa: SCB - Statistika Centralbyrån, Folkmängd efter region, civilstånd, ålder och kön. År 1968–2016 \| \| \| \| \| |      |  |           |       |
| Evoluția demografică în comuna Lysekil, 1970–2015 |      |  |           |       |
| An |      |  | Locuitori |       |
| 1970 | 1970 |  | 13766     | 13766 |
| 1975 | 1975 |  | 15076     | 15076 |
| 1980 | 1980 |  | 15037     | 15037 |
| 1985 | 1985 |  | 14869     | 14869 |
| 1990 | 1990 |  | 15197     | 15197 |
| 1995 | 1995 |  | 15491     | 15491 |
| 2000 | 2000 |  | 14848     | 14848 |
| 2005 | 2005 |  | 14657     | 14657 |
| 2010 | 2010 |  | 14521     | 14521 |
| 2015 | 2015 |  | 14464     | 14464 |
| Sursa: SCB - Statistika Centralbyrån, Folkmängd efter region, civilstånd, ålder och kön. År 1968–2016 |      |  |           |       |